# 15533 Saturnino
A 15533 Saturnino (ideiglenes jelöléssel (15533) 2000 AP138) a Naprendszer kisbolygóövében található aszteroida. A LINEAR projekt keretében fedezték fel 2000. január 5-én.